# Nesophontes edithae
Nesophontes edithae är en däggdjursart som beskrevs av Anthony 1916. Nesophontes edithae ingår i släktet Nesophontes, och familjen Nesophontidae. IUCN kategoriserar arten globalt som utdöd. Inga underarter finns listade i Catalogue of Life.

## Utbredning
N. edithae förekom endemiskt på Jungfruöarna (öarna Saint John’s och Saint Thomas) och på västra Puerto Rico.

## När dog arten ut?
Arten tros ha dött ut på 1500-talet, en uppgift som styrks av datering med C14-metoden (2007). Äldre uppgifter tydde på att arten dött ut betydligt tidigare, så tidigt som 5410 +/- 80 f. Kr.

## Hoten mot arten
Sedan fynden daterats till 1500-talet är teorin att arten dog ut genom att den konkurrerades ut när råttor introducerades på öarna. Det skedde i samband med européernas ankomst. Skogsavverkningar bidrog också till artens utdöende.

## Övrigt
N. edithae var den största arten i släktet Nesophontes. Samtliga nio arter har dött ut efter européernas ankomst till Västindien. 
N. edithae var nattaktiv och insektsätare.